# 羅加紹夫齊市鎮

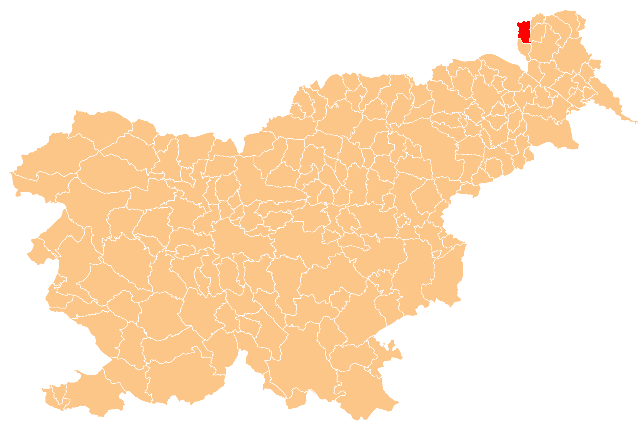
羅加紹夫齊市鎮於斯洛維尼亞的位置

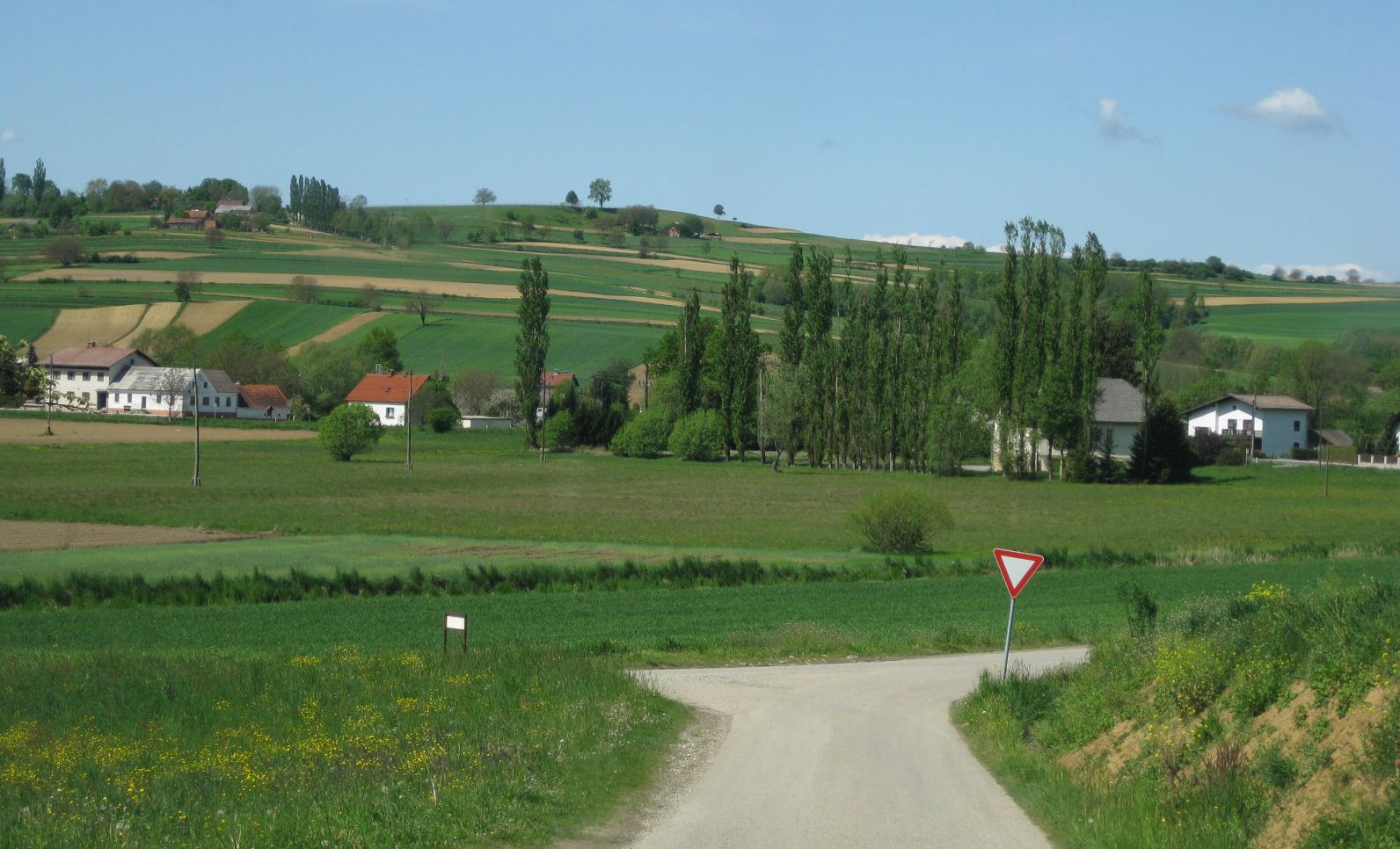
羅加紹夫齊

羅加紹夫齊市鎮是斯洛文尼亞東北部的市镇，行政中心為羅加紹夫齊，与奥地利接壤。市镇面積为40.1平方公里，2018年人口数量为3,068人。该市镇设立于1994年。

## 外部連結
- 官方网站  （斯洛文尼亚文）
- Rogašovci on Geopedia（页面存档备份，存于）